# Джек Ролз
Джек Ролз (англ. Jack Roles; нар. 26 лютого 1999, Енфілд, Лондон, Англія) — англійський та кіпріотський футболіст, півзахисник клубу «Вокінг».

## Клубна кар'єра

### «Тоттенгем Готспур»
Народився в Енфілді, Лондон. Навчався в Енфілдській школі, де грав за шкільну футбольну команду, з якою виграв ряд трофеїв. У 2015 році перейшов до структури «Тоттенгема». У червні 2019 року контракт Ролса з «Тоттенгемом» продовжили до 2021 року.
Вперше у старшій команді «Тоттенгема» з’явилися в передсезоній підготовці 2018/19 років, де залишився поза лавою запасних у товариському матчі проти «Ювентуса».
У серпні 2019 року перейшов в оренду до «Кембридж Юнайтед», який грав у Другій лізі. У своєму дебютному матчі в Футбольній лізі вийшов у стартовому складі проти «Сканторп Юнайтед», в якому Кембридж переміг з рахунком 3:2. Першим голом у дорослому футболі відзначився наступного місяця в переможному (4:0) поєдинку проти «Менсфілд Таун».
У жовтні 2019 року визнаний найкращим гравцем місяця в лізі, а його удар з 30-ярдів по воротах «Маклсфілд Таун» також був номінований на гол місяця.
У вересні 2020 року перейшов в оренду до «Бертон Альбіон» з Першої ліги.
1 лютого 2021 року перейшов в оренду до клубу Другої Ліги «Стівенідж».
27 травня «Тоттенгем Готспур» оголосив, що розірвав контракт з Ролзом.

### «Крістал Пелес»
Після перегляду перейшов вільним агентом до «Крістал Пелес». Зіграв 6 матчів за команду U-23, а в січні 2022 року залишив команду.

### «Вокінг»
4 лютого 2022 року підписав контракт з клубом Національної ліги «Вокінг». Згодом Ролз дебютував за Уокінгу, вийшовши на заміну на 90-й хвилині в нічийному (2:2) проти «Олтрінчама».

## Кар'єра в збірній
Народжений в Англії, Ролз має кіпрське походження по материнській лінії. Виступав за юнацьку (U-19) та молодіжну збірну Кіпру.

## Статистика виступів

### Клубна
Станом на 19 лютого 2022
| Клуб                        | Сезон             | Ліга              | Ліга  | Ліга | Кубок ФА | Кубок ФА | Кубок ФЛ | Кубок ФЛ | Інші  | Інші | Загалом | Загалом |
| Клуб                        | Сезон             | Дивізіон          | Матчі | Голи | Матчі    | Голи     | Матчі    | Голи     | Матчі | Голи | Матчі   | Голи    |
| --------------------------- | ----------------- | ----------------- | ----- | ---- | -------- | -------- | -------- | -------- | ----- | ---- | ------- | ------- |
| «Тоттенгем Готспур U-23»    | 2017–18           | —                 | —     | —    | —        | —        | —        | —        | 1     | 0    | 1       | 0       |
| «Тоттенгем Готспур U-23»    | 2018–19           | —                 | —     | —    | —        | —        | —        | —        | 3     | 1    | 3       | 1       |
| «Тоттенгем Готспур U-23»    | Загалом           | Загалом           | —     | —    | —        | —        | —        | —        | 4     | 1    | 4       | 1       |
| «Тоттенгем Готспур»         | 2019–20           | Прем'єр-ліга      | 0     | 0    | —        | —        | —        | —        | 0     | 0    | 0       | 0       |
| «Тоттенгем Готспур»         | 2020–21           | Прем'єр-ліга      | 0     | 0    | —        | —        | 0        | 0        | 0     | 0    | 0       | 0       |
| «Тоттенгем Готспур»         | Загалом           | Загалом           | 0     | 0    | —        | —        | 0        | 0        | 0     | 0    | 0       | 0       |
| «Кембридж Юнайтед» (оренда) | 2019–20           | Друга ліга        | 23    | 5    | 1        | 0        | 1        | 0        | 0     | 0    | 25      | 5       |
| «Бертон Альбіон» (оренда)   | 2020–21           | Перша ліга        | 2     | 0    | 1        | 0        | 0        | 0        | 0     | 0    | 3       | 0       |
| «Стівенідж» (оренда)        | 2020–21           | Друга ліга        | 2     | 0    | —        | —        | —        | —        | —     | —    | 2       | 0       |
| «Крістал Пелес»             | 2021–22           | Прем'єр-ліга      | 0     | 0    | 0        | 0        | 0        | 0        | —     | —    | 0       | 0       |
| «Крістал Пелес U-23»        | 2021–22           | —                 | —     | —    | —        | —        | —        | —        | 2     | 0    | 2       | 0       |
| «Вокінг»                    | 2021–22           | Національна ліга  | 3     | 0    | —        | —        | —        | —        | —     | —    | 3       | 0       |
| Усього за кар'єру           | Усього за кар'єру | Усього за кар'єру | 30    | 5    | 2        | 0        | 1        | 0        | 6     | 1    | 39      | 6       |

1. 1 2 3  Матчі в Трофеї ФЛ